# Ліфт Гамметшванд
47°00′03″ пн. ш. 8°23′47″ сх. д. / 47.00087° пн. ш. 8.39629° сх. д.

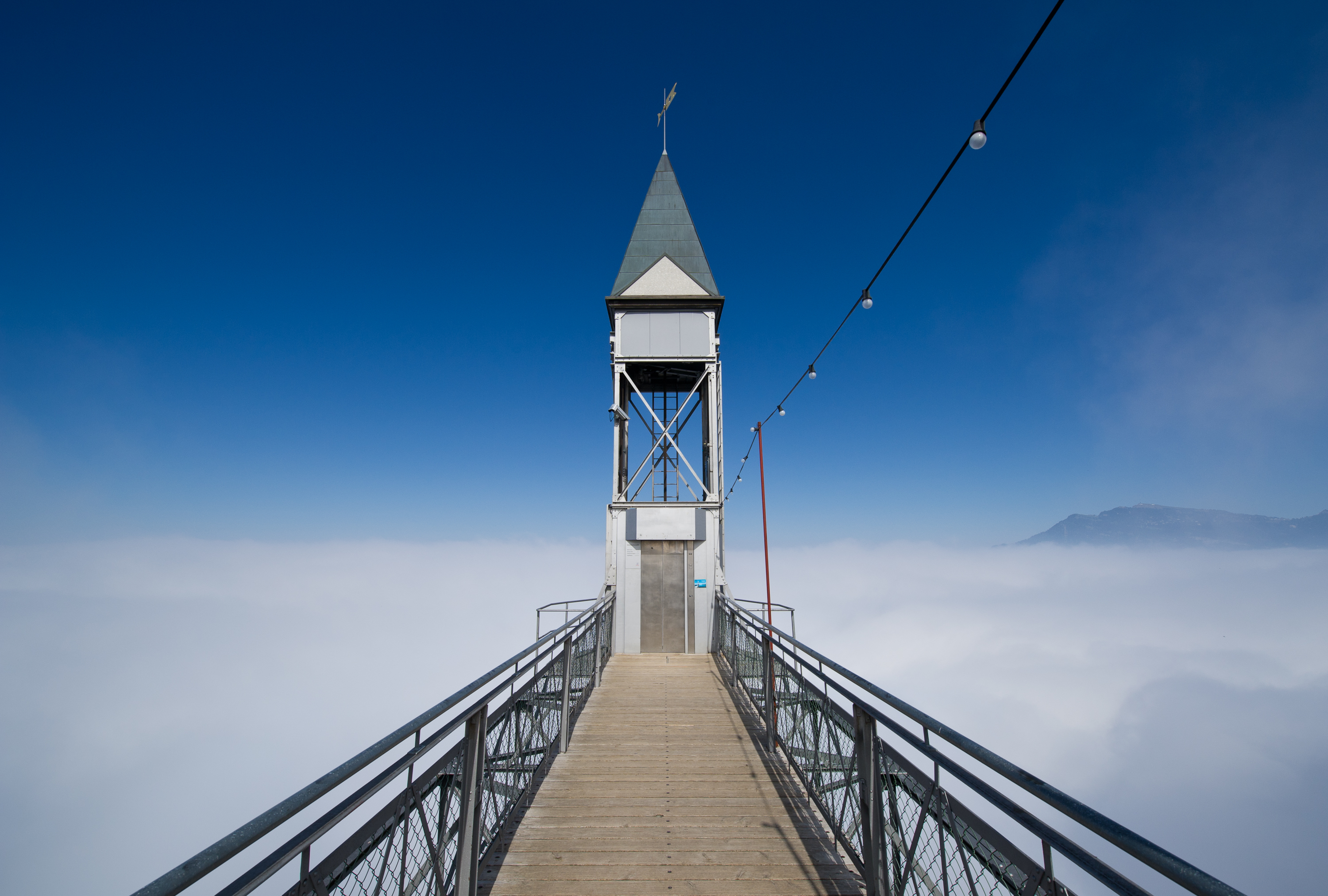
Luzern Bürgenstock Hammetschwand lift

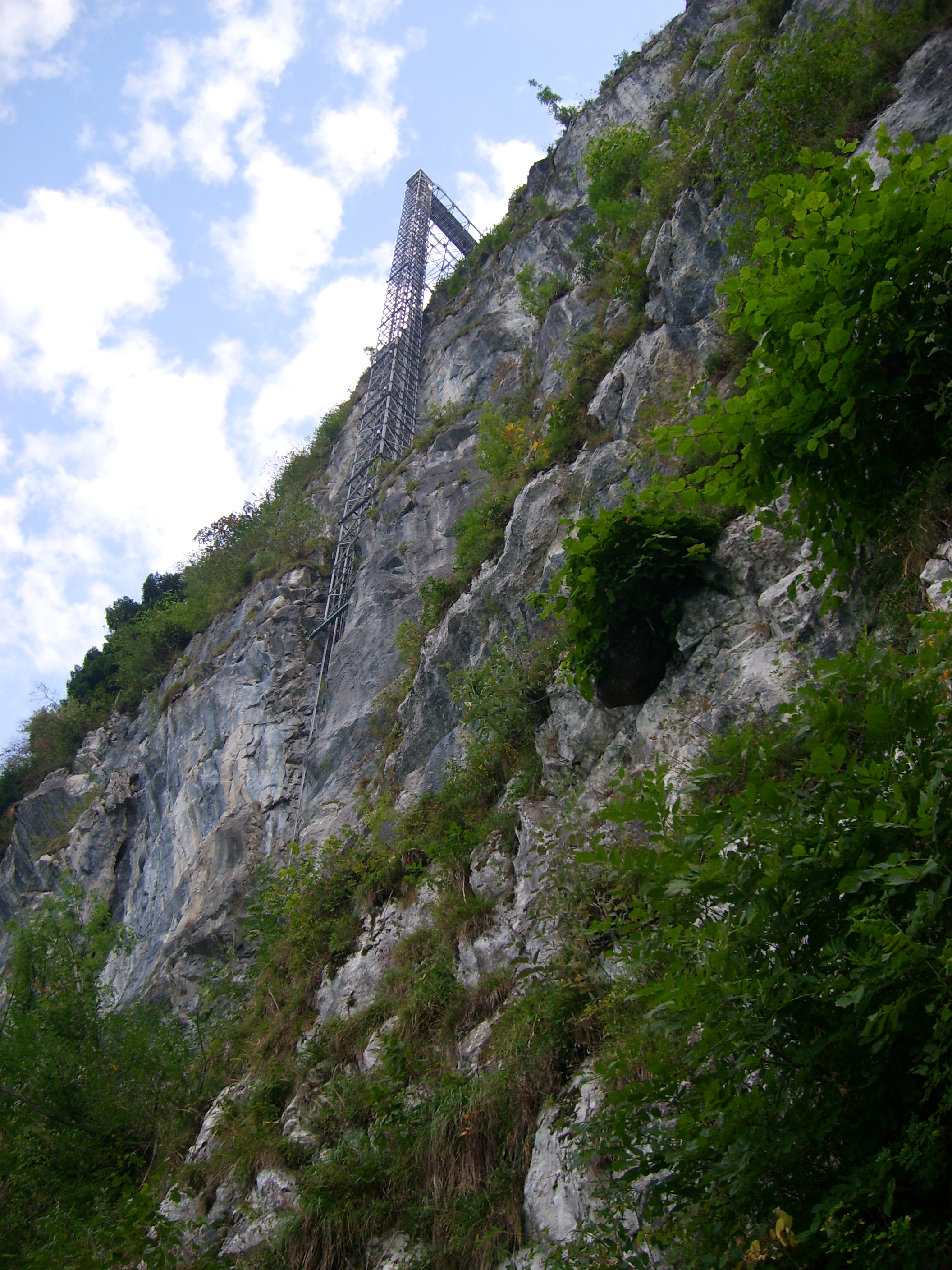

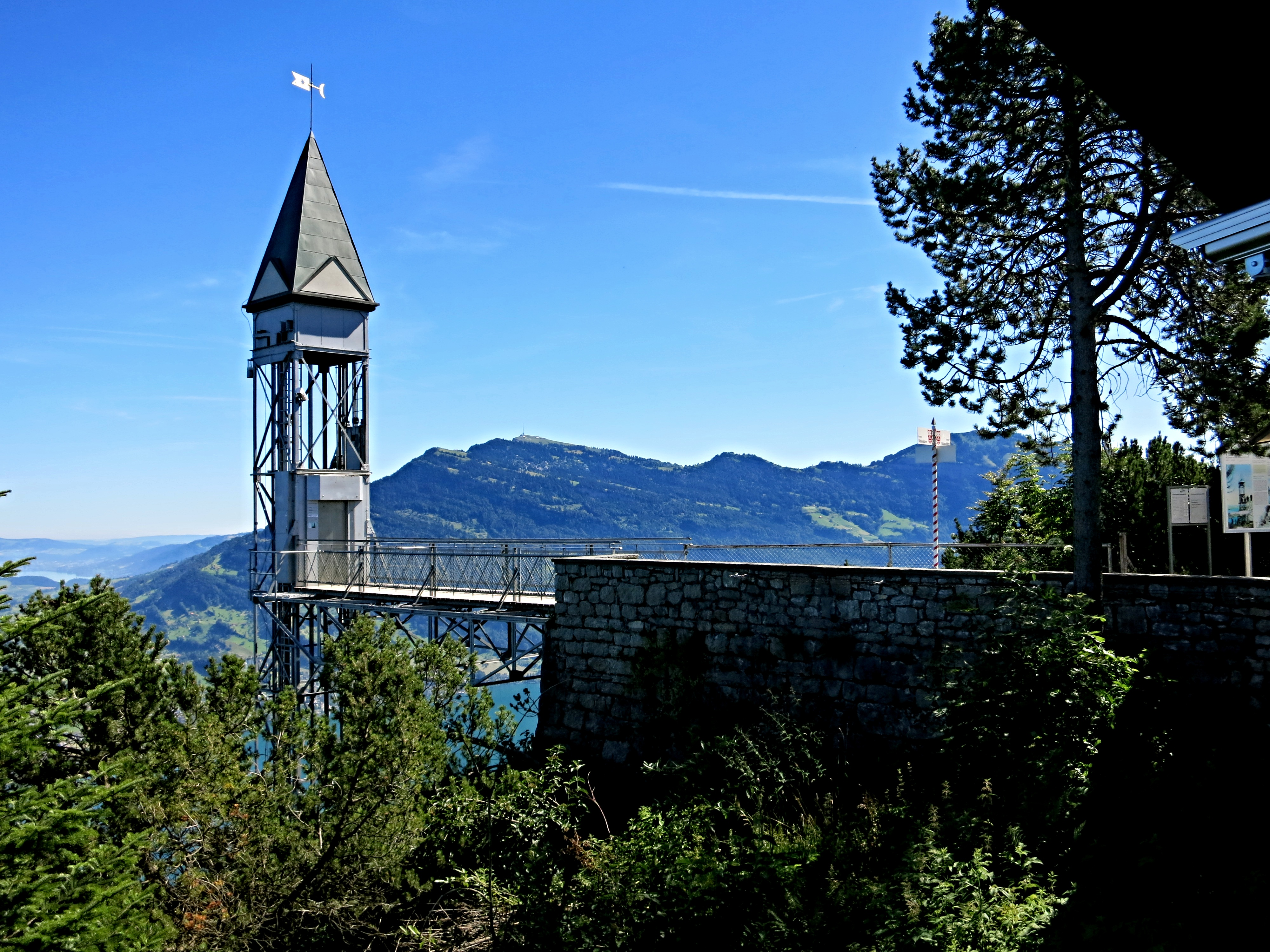
Верхня станція ліфта

Ліфт Гамметшванд (або Хамметшванд, нім. Hammetschwand-Lift) знаходиться в кантоні Люцерн, Швейцарія. Сам підйомник розташований в ексклаві Бюрґеншток кантону Люцерн, тоді як плато Бюрґеншток, на якому розташована нижня станція ліфта, належить кантону Нідвальден.
Він є найвищим зовнішнім ліфтом в Європі, піднімається на 153 м вздовж гори Бюрґеншток на вершину. Ліфт було відкрито 1905 року. З кабіни відкривається вид на озеро Люцерн, а з верхньої станції (на висоті 1118 м над рівнем моря)— панорамний вигляд на Альпи та озеро. 